# Данилівська вулиця
Дани́лівська вулиця — зникла вулиця, що існувала в Залізничному, нині Солом'янському районі міста Києва, місцевість Солом'янка. Пролягала від вулиці Кудряшова до Кавказької вулиці.
Прилучалися вулиця Єрмака, проїзд Єрмака, провулки Покровський (Мстиславський, згодом частина Бригадирської вулиці) та Базарний. 

## Історія
Вулиця виникла наприкінці XIX століття. Ліквідована 1971 року разом із навколишньою малоповерховою забудовою та переплануванням Солом'янки. 